# Dark Room
Dark Room – debiutancki album Michele Morronego wydany 14 lutego 2020, będący częściowo promocją filmu 365 dni.

## Odbiór

### Odbiór komercyjny
Album ten dostał się do oficjalnych list przebojów w Polsce (przebywał na liście sprzedaży OLiS przez 13 tygodni z rzędu, z najwyższą 2. pozycją), Belgii, Francji, Niemczech i Szwajcarii.
Był on także przebojem numer jeden w Polsce na iTunes oraz numerem 1 w Indiach na Apple Music. Na iTunes był także notowany w Brazylii, Stanach Zjednoczonych, Francji, Wielkiej Brytanii, Australii, Kanadzie, Niemczech, Hiszpanii oraz we Włoszech; na Apple Music m.in. w Libanie, na Litwie, Mauritiusie oraz w Republice Zielonego Przylądka.
Na terenie Polski był 12. najczęściej kupowanym albumem muzycznym w 1. półroczu 2020 roku, a także 4. najczęściej kupowanym według Empik.

### Odbiór krytyczny
Album ostro ocenił dziennikarz Interii Paweł Waliński. Nazwał krążek „skrajnie niegustowną, agresywną promocją” 365 dni. Porównał album studyjny do „karła wyskakującego w trakcie uczty z pasztetu”. Stwierdził, że Morrone nie do końca umie śpiewać, a o muzykach, którzy brali udział w nagrywaniu utworów, napisał, że grają „w przyzwoitej rzemieślniczej klasie”.
Agnieszka Szachowska pisząca dla portalu Kulturalne Media w swojej recenzji przytoczyła fakt, że aż 4 utwory z albumu zostały użyte do filmu 365 dni. Stwierdziła, że tekst i muzyka utworów jest „zmysłowa, jednak zdecydowanie komercyjna”. Napisała, że „potencjał został pokazany dopiero w przedostatnich 3 numerach na płycie”. Nazywa także album „niezbyt ambitną, rockowo-popową płytą”.

## Lista utworów
| Edycja standardowa | Edycja standardowa   | Edycja standardowa                                                     | Edycja standardowa          | Edycja standardowa |
| Nr                 | Tytuł utworu         | Autorzy                                                                | Produkcja                   | Długość            |
| ------------------ | -------------------- | ---------------------------------------------------------------------- | --------------------------- | ------------------ |
| 1.                 | „Drink Me”           | Dominic Buczkowski-Wojtaszek, Patryk Kumór, Michele Morrone            | Buczkowski-Wojtaszek, Kumór | 2:13               |
| 2.                 | „Hard For Me”        | Buczkowski-Wojtaszek, Kumór, Morrone                                   | Buczkowski-Wojtaszek, Kumór | 2:58               |
| 3.                 | „Watch Me Burn”      | Małgorzata „Lanberry” Uściłowska, Buczkowski-Wojtaszek, Kumór, Morrone | Buczkowski-Wojtaszek, Kumór | 3:06               |
| 4.                 | „Dark Room”          | Morrone                                                                | Buczkowski-Wojtaszek, Kumór | 3:05               |
| 5.                 | „Feel It”            | Buczkowski-Wojtaszek, Kumór, Morrone                                   | Buczkowski-Wojtaszek, Kumór | 2:39               |
| 6.                 | „Do It Like That”    | Buczkowski-Wojtaszek, Kumór, Morrone                                   | Buczkowski-Wojtaszek, Kumór | 2:16               |
| 7.                 | „Rain in The Hearth” | Buczkowski-Wojtaszek, Kumór, Morrone                                   | Buczkowski-Wojtaszek, Kumór | 3:55               |
| 8.                 | „Dad”                | Buczkowski-Wojtaszek, Kumór, Morrone                                   | Buczkowski-Wojtaszek, Kumór | 3:24               |
| 9.                 | „No One Cares”       | Buczkowski-Wojtaszek, Kumór, Morrone                                   | Buczkowski-Wojtaszek, Kumór | 3:02               |
| 10.                | „Next”               | Morrone                                                                | Buczkowski-Wojtaszek, Kumór | 4:12               |
|                    |                      |                                                                        |                             | 30:50              |

| Edycja kolekcjonerska (winyl) | Edycja kolekcjonerska (winyl) | Edycja kolekcjonerska (winyl)                                          | Edycja kolekcjonerska (winyl) | Edycja kolekcjonerska (winyl) |
| Nr                            | Tytuł utworu                  | Autorzy                                                                | Produkcja                     | Długość                       |
| ----------------------------- | ----------------------------- | ---------------------------------------------------------------------- | ----------------------------- | ----------------------------- |
| 1.                            | „Feel It”                     | Buczkowski-Wojtaszek, Kumór, Morrone                                   | Buczkowski-Wojtaszek, Kumór   | 2:39                          |
| 2.                            | „Hard For Me”                 | Buczkowski-Wojtaszek, Kumór, Morrone                                   | Buczkowski-Wojtaszek, Kumór   | 2:58                          |
| 3.                            | „Watch Me Burn”               | Małgorzata „Lanberry” Uściłowska, Buczkowski-Wojtaszek, Kumór, Morrone | Buczkowski-Wojtaszek, Kumór   | 3:06                          |
| 4.                            | „Dark Room”                   | Morrone                                                                | Buczkowski-Wojtaszek, Kumór   | 3:05                          |
|                               |                               |                                                                        |                               | 11:48                         |

| Edycja bonusowa (Bonus Edition) | Edycja bonusowa (Bonus Edition)   | Edycja bonusowa (Bonus Edition)                                        | Edycja bonusowa (Bonus Edition) | Edycja bonusowa (Bonus Edition) |
| Nr                              | Tytuł utworu                      | Autorzy                                                                | Produkcja                       | Długość                         |
| ------------------------------- | --------------------------------- | ---------------------------------------------------------------------- | ------------------------------- | ------------------------------- |
| 1.                              | „Drink Me”                        | Dominic Buczkowski-Wojtaszek, Patryk Kumór, Michele Morrone            | Buczkowski-Wojtaszek, Kumór     | 2:13                            |
| 2.                              | „Hard For Me”                     | Buczkowski-Wojtaszek, Kumór, Morrone                                   | Buczkowski-Wojtaszek, Kumór     | 2:58                            |
| 3.                              | „Watch Me Burn”                   | Małgorzata „Lanberry” Uściłowska, Buczkowski-Wojtaszek, Kumór, Morrone | Buczkowski-Wojtaszek, Kumór     | 3:06                            |
| 4.                              | „Dark Room”                       | Morrone                                                                | Buczkowski-Wojtaszek, Kumór     | 3:05                            |
| 5.                              | „Feel It”                         | Buczkowski-Wojtaszek, Kumór, Morrone                                   | Buczkowski-Wojtaszek, Kumór     | 2:39                            |
| 6.                              | „Do It Like That”                 | Buczkowski-Wojtaszek, Kumór, Morrone                                   | Buczkowski-Wojtaszek, Kumór     | 2:16                            |
| 7.                              | „Rain in The Hearth”              | Buczkowski-Wojtaszek, Kumór, Morrone                                   | Buczkowski-Wojtaszek, Kumór     | 3:55                            |
| 8.                              | „Dad”                             | Buczkowski-Wojtaszek, Kumór, Morrone                                   | Buczkowski-Wojtaszek, Kumór     | 3:24                            |
| 9.                              | „No One Cares”                    | Buczkowski-Wojtaszek, Kumór, Morrone                                   | Buczkowski-Wojtaszek, Kumór     | 3:02                            |
| 10.                             | „Next”                            | Morrone                                                                | Buczkowski-Wojtaszek, Kumór     | 4:12                            |
| 11.                             | „Hard For Me (wersja akustyczna)” | Buczkowski-Wojtaszek, Kumór, Morrone                                   | Buczkowski-Wojtaszek, Kumór     | 2:36                            |
| 12.                             | „Dad (wersja akustyczna)”         | Buczkowski-Wojtaszek, Kumór, Morrone                                   | Buczkowski-Wojtaszek, Kumór     | 3:20                            |
| 13.                             | „Hard For Me (R3hab Remix)”       | Buczkowski-Wojtaszek, Kumór, Morrone                                   | Buczkowski-Wojtaszek, Kumór     | 2:58                            |
|                                 |                                   |                                                                        |                                 | 39:44                           |

## Notowania
| Terytorium        | Notowanie               | Pozycja | Źr.    |
| ----------------- | ----------------------- | ------- | ------ |
| Belgia            | Ultratop 50 Wallonia    | 178     | [ 4 ]  |
| Francja           | Top Singles             | 195     | [ 5 ]  |
| Niemcy            | Top 100 Single          | 72      | [ 6 ]  |
| Polska            | AirPlay – Top           | 2       | [ 19 ] |
| Stany Zjednoczone | Top Current Album Sales | 90      | [ 20 ] |
| Szwajcaria        | Singles Top 100         | 63      | [ 7 ]  |

| Terytorium | Notowanie     | Pozycja | Źr.    |
| ---------- | ------------- | ------- | ------ |
| Polska     | AirPlay – Top | 3       | [ 21 ] |

| Terytorium | Notowanie     | Pozycja | Źr.    |
| ---------- | ------------- | ------- | ------ |
| Polska     | AirPlay – Top | 12      | [ 22 ] |

| Terytorium | Notowanie     | Pozycja | Źr.    |
| ---------- | ------------- | ------- | ------ |
| Polska     | AirPlay – Top | 38      | [ 23 ] |

## Certyfikaty
| Kraj          | Certyfikat      | Sprzedaż | Źr.           |
| ------------- | --------------- | -------- | ------------- |
| Polska (ZPAV) | platynowa płyta | 20 000+  | [ 24 ] [ 25 ] |

## Nagrody i nominacje
| Rok  | Konkurs      | Kategoria                                                 | Rezultat   |
| ---- | ------------ | --------------------------------------------------------- | ---------- |
| 2020 | TOP 50 Empik | 100 najczęściej kupowanych albumów muzycznych (CD) w 2020 | 4. miejsce |

## Historia wydania
| Obszar     | Data           | Format                      | Wersja         | Wytwórnia                       | Przypis       |
| ---------- | -------------- | --------------------------- | -------------- | ------------------------------- | ------------- |
| Cały świat | 4 grudnia 2020 | digital download, streaming | bonusowa       | Universal Music/Polydor Germany | [ 27 ]        |
| Polska     | 4 grudnia 2020 | digital download, streaming | bonusowa       | Agora/Universal Music Polska    | [ 28 ]        |
| Cały świat | 31 lipca 2020  | CD                          | standardowa    | Universal Music/Polydor Germany | [ 29 ]        |
| Cały świat | 14 lutego 2020 | digital download, streaming | standardowa    | Universal Music/Polydor Germany | [ 30 ]        |
| Cały świat | 25 lipca 2020  | Winyl                       | kolekcjonerska | Agora/Universal Music Polska    | [ 17 ] [ 31 ] |
| Polska     | 14 lutego 2020 | CD                          | standardowa    | Agora/Universal Music Polska    | [ 32 ] [ 12 ] |